# Viatris
Viatris Inc. è una società farmaceutica statunitense di farmaci generici nata nel 2020 dalla fusione di Mylan e Upjohn (di proprietà fino ad allora di Pfizer).

## Storia
Il 16 novembre 2020, Upjohn si è fusa con Mylan in una transazione Reverse Morris Trust e ha cambiato il suo nome in Viatris. Il nome deriva dal latino via, e tris, tre i rami principali della società. Michael Goettler diventa CEO della società.
A seguito della combinazione, la società ha iniziato ad essere scambiata sul mercato telematico del NASDAQ utilizzando il simbolo ticker VTRS.
Nel dicembre 2020 la società ha annunciato un piano di ristrutturazione per la riduzione dei costi.
Nel 2021, Viatris è stata classificata al quinto posto da Fortune nella sua lista annuale "Change the World".
Nel novembre 2022, l'azienda ha acquisito Oyster Point Pharma e Famy Life Sciences per un totale di $ 750 milioni per creare una divisione di oftalmologia.
Fusione di Mylan e sue acquisizioni:
- Viatris
  - Mylan (fondata nel 1961 e fusa con Upjohn nel 2020)
    - Somerset Pharmaceuticals (acquisita nel 1989)
    - Dow B. Hickam (acquisita nel 1991)
    - Bertek Inc (acquisita nel 1993)
    - UDL Laboratories (acquisita nel 1996)
    - Penederm Inc (acquisita nel 1998)
    - Matrix Laboratories (acquisita nel 2007)
    - Merck KGaA (Generics div.) (acquisita nel 2007)
    - Bioniche Pharma Holdings (acquisita nel 2010)
    - Pfizer Respiratory Delivery Platform (acquisita nel 2011)
    - Agila Specialties (acquisita nel 2013)
    - Abbott Laboratories (Generics div.) (acquisita nel 2014)
    - Famy Care (acquisita nel 2014)
    - Meda (acquisita nel 2016)
    - Renaissance Acquisition Holdings (Dermatology div.) (acquisita nel 2016)

  - Upjohn (ceduta da Pfizer e fusa con Mylan nel 2020)